# ズアカアオバト
ズアカアオバト（頭赤青鳩、学名：Treron formosae）は、ハト目ハト科アオバト属に分類される鳥。

## 形態
全長35cm。アオバトと似ているが、体はやや大きい。全体的にオリーブ色で、頭頂から背中、尾までが灰緑色、額から喉、胸にかけては暗い黄緑色。風切羽は黒褐色。
台湾以南の亜種は頭の上部に赤色の部分がある（これが和名の由来である）。日本には、南西諸島に亜種ズアカアオバトとチュウダイズアカアオバトの2亜種が生息するが、ともに頭に赤色部はなく、両者の違いは体の大きさ（亜種ズアカアオバトの方が一回り大きい）ぐらいである。

## 分布
屋久島以南の南西諸島、台湾、フィリピン北部に分布する。生息地では留鳥である。このうち日本には、屋久島から沖縄本島までに亜種ズアカアオバト、先島諸島（宮古列島、八重山列島）に亜種チュウダイズアカアオバトが分布する。

## 生態
平地から山地の常緑広葉樹林に生息するが、人家周辺の庭木にも時々現れる。「ボアーオ ボアーオ」と鳴く。この声が尺八と似ているため、シャクハチバトとも呼ばれる。主に樹上で果実や種子等を食べるが、地上で採餌することもある。繁殖期には林内の樹上に営巣する。産卵期は5月頃、卵数は2個。

## 亜種
- T.f.permagnus ズアカアオバト[注 2]
- T.f.medioximus チュウダイズアカアオバト
- T.f.formosae[注 1]